# Sixten Bergström
Sixten Hilding Lars Albert Bergström, född 15 mars 1920 i Engelbrekts församling, död 29 december 1992 i Söderala, var en svensk ingenjör och bruksdisponent. Han var son till ingenjören Hilding Bergström och sonson till brukspatronen Albert Bergström. 
Sixten Bergström avlade studentexamen vid Östra Real och examinerades från KTH:s kemilinje 1944. Han verkade först som ingenjör i Kolningslaboratoriet vid Jernkontoret, sedan Sandvikens Cellulosa och Vin- & spritcentralen innan han 1950 anställdes som driftsingenjör vid Marma-Långrör. Bergström blev platschef och överingenjör vid Marmaverken 1955 och från 1970 disponent fram till 1984.
Bergström tillhörde bruksägarsläkten Bergström från Värmland och var gift med sophiasystern Brita Nilzén, syster till läkaren Åke Nilzén.